# China National Pharmaceutical Group
China National Pharmaceutical Group Corp. (CNPGC) nota come Sinopharm è un'impresa statale cinese. La società è il principale azionista indiretto delle società quotate in borsa: Sinopharm Group (Borsa di Hong Kong: 01099
, tramite una joint venture 51-49, Sinopharm Industrial Investment, con Fosun Pharmaceutical), China Traditional Chinese Medicine (Borsa di Hong Kong: 00570
, principalmente tramite Sinopharm Group Hongkong Co., Ltd.) Shanghai Shyndec Pharmaceutical (Borsa di Shanghai: 600420, tramite un istituto di ricerca interamente di proprietà con sede a Shanghai) e Beijing Tiantan Biological Products (Borsa di Shanghai: 600161, tramite China National Biotec Group).
Il China National Pharmaceutical Group era supervisionato dalla Commissione statale per la supervisione e l'amministrazione dei beni del Consiglio di Stato.
Sinopharm si è classificata 205ª nella lista Fortune Global 500 del 2016.

## Storia
China National Pharmaceutical Group Corporation (中国医药集团总公司S)  è stata fondata il 26 novembre 1998 come holding per China National Pharmaceutical Corporation, China National Pharmaceutical Industry Corporation, China National Pharmaceutical Foreign Trade Corp. e China National Medical Device. Nel 2009 è stata fusa con China National Biotec Group (中国生物技术集团公司S).
La sua controllata Wuhan Institute of Biological Products è stata multata per aver venduto 400 520 vaccini DPT inefficaci nel novembre 2017.

## Sviluppo del vaccino COVID-19
BBIBP-CorV è uno dei due vaccini anti-virus COVID-19 inattivati, sviluppati dalle filiali di Pechino e Wuhan di Sinopharm. A dicembre 2020, risulta in fase III di sperimentazione in Argentina, Bahrein, Egitto, Giordania, Marocco, Pakistan, Perù e UAE con oltre 60.000 persone. Il 9 dicembre, gli Emirati Arabi Uniti hanno annunciato la registrazione ufficiale di BBICP-CorV dopo che un'analisi ad interim degli studi di Fase III ha mostrato che BBIBP-CorV ha un'efficacia dell'86% contro l'infezione da COVID-19.
Il vaccino di Sinopharm ha l'autorizzazione per l'uso di emergenza in Bahrain e negli Emirati Arabi Uniti. BIBP-CorV potrebbe diventare un'opzione per vaccinare ampie parti del mondo in via di sviluppo. Mentre i vaccini a mRNA come Tozinameran e MRNA-1273 hanno mostrato una maggiore efficacia del +90%, i quali però presentano difficoltà di distribuzione per alcune nazioni in quanto richiedono strutture e camion di congelamento, BIBP-CorV può essere trasportato e conservato a temperature refrigerate normali. A gennaio 2021 la Serbia è diventato il primo paese d'Europa a ricevere il vaccino Sinopharm per la popolazione, con un milione di dosi recapitate per la campagna vaccinale del paese.